# Campana (miasto w Argentynie)
Campana − miasto we wschodniej Argentynie, w prowincji Buenos Aires, port nad jednym z ujściowych ramion Parany, przy linii kolejowej Buenos Aires-Rosario (w odległości 75 km od Buenos Aires). Około 91 tys. mieszkańców.